# Colin von Ettingshausen
Colin von Ettingshausen (* 11. August 1971 in Düsseldorf) ist ein ehemaliger deutscher Ruderer, der 1992 eine olympische Silbermedaille im Zweier ohne Steuermann gewann.

## Sportliche Erfolge
1991 wurde von Ettingshausen zusammen mit Peter Hoeltzenbein Dritter bei den Deutschen Meisterschaften. Bei den Ruder-Weltmeisterschaften 1991 erreichten die beiden den Endlauf und belegten den sechsten Platz. Im Jahr darauf gelang den beiden ein starker Saisoneinstieg mit dem Gewinn der deutschen Meisterschaft in einer Zeit von 6:23 Minuten. Damit reisten die beiden als Mitfavoriten zu den Olympischen Spielen 1992 nach Barcelona. Dort gewannen die Briten Steven Redgrave und Matthew Pinsent Gold in 6:27 Minuten. Hoeltzenbein und von Ettingshausen wurden in 6:32 Minuten Zweite vor den Slowenen Iztok Čop und Denis Žvegelj.
Für den Gewinn der Silbermedaille erhielt er am 23. Juni 1993 das Silberne Lorbeerblatt.
1993 rückten Hoeltzenbein und von Ettingshausen in den neu zusammengestellten Deutschland-Achter und wurden mit diesem Boot Weltmeister. 1994 wurde von Ettingshausen noch einmal Weltmeisterschaftsvierter mit dem Achter. 1995 bildete von Ettingshausen zusammen mit Matthias Ungemach einen neuen Zweier ohne, der bei den Weltmeisterschaften 1995 und den Olympischen Spielen 1996 jeweils den 15. Platz belegte.

## Berufliche Laufbahn
Colin von Ettingshausen ruderte für die RG Benrath. Nach seinem BWL-Studium ging er zur BASF. Seit April 2012 war er kaufmännischer Leiter und Arbeitsdirektor bei BASF Schwarzheide. Am 1. Juni 2020 hat er die BASF auf eigenen Wunsch verlassen.
Seit Mai 2021 ist v. Ettingshausen Vorsitzender der Geschäftsführung der Brenntag GmbH, einer Tochtergesellschaft der Brenntag SE, und President von Brenntag Essentials für die DACH-Region. Zusätzlich wurde er im Oktober 2021 in den Vorstand des Verband Chemiehandel VCH (Köln) gewählt.